# Hředle (district de Rakovník)
Pour les articles homonymes, voir Hředle.
Hředle (en allemand : Haspeln) est une commune du district de Rakovník, dans la région de Bohême-Centrale, en Tchéquie. Sa population s'élevait à 599 habitants en 2020.

## Géographie
Mutějovice se trouve à 10 km au nord de Rakovník et à 51 km à l'ouest-nord-ouest de Prague.
La commune est limitée par Třeboc au nord, par Řevničov au nord-est, par Krušovice au sud-est et au sud, par Krupá et Mutějovice à l'ouest.

## Histoire
La première mention écrite de la localité date de 1227.